# Leptobrachium boringii
Espèce
Synonymes
- Vibrissaphora boringii Liu, 1945

Statut de conservation UICN

 EN B2ab(iii,iv,v) : En danger
Leptobrachium boringii est une espèce d'amphibiens de la famille des Megophryidae.

## Répartition
Cette espèce est endémique de République populaire de Chine. Elle se rencontre entre 600 et 1 700 m d'altitude, :
- dans la province du Guizhou dans les xians de Jiangkou et de Yinjiang ;
- dans la province du Hunan dans le xian de Sangzhi ;
- dans la province du Sichuan sur le mont Emei et dans le xian de Junlian.

## Étymologie

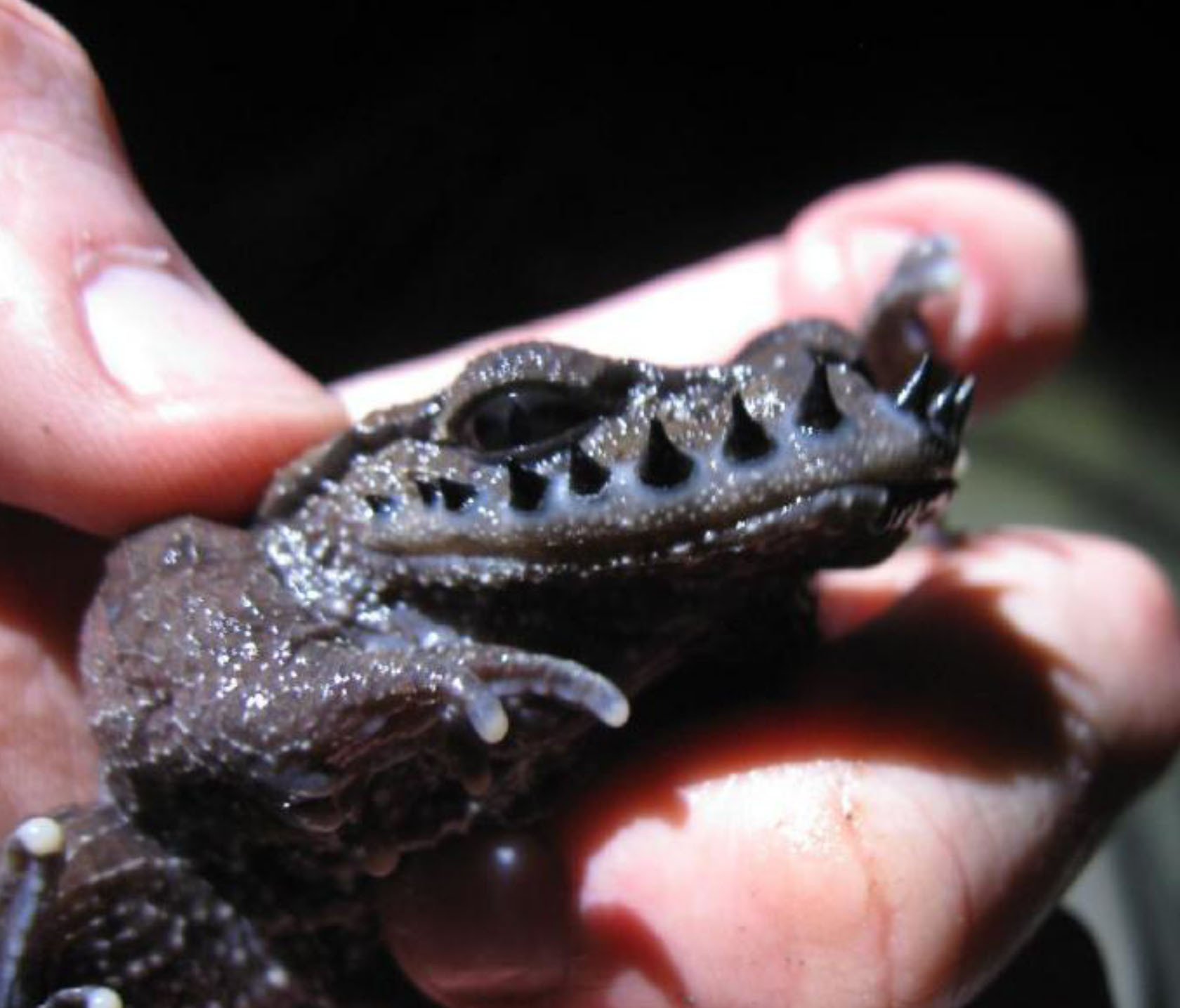

Cette espèce est nommée en l'honneur d'Alice Middleton Boring.
On le surnomme également crapaud à moustache d'Emei.

## Publication originale
- Liu, 1945 : New frogs from West China. The Journal of the West China Border Research Society, sér. B, vol. 15, p. 28-42.